# Anikó Kovacsics
Anikó Kovacsics (ur. 29 sierpnia 1991 w Nagyatád) – węgierska piłkarka ręczna, reprezentantka kraju, grająca na pozycji środkowej rozgrywającej. Obecnie występuje w Győri ETO KC. Brązowa medalistka mistrzostw Europy 2012.

## Sukcesy

### reprezentacyjne
- Mistrzostwa Europy:
  -  2012

### klubowe
- Mistrzostwa Węgier:
  -  2008, 2009, 2010, 2011, 2012, 2013, 2014
- Puchar Węgier:
  -  2008, 2009, 2010, 2011, 2012, 2013, 2014, 2015
- Liga Mistrzyń:
  -  2013, 2014
  -  2009, 2012, 2016

## Nagrody indywidualne
- 2015 – najlepsza środkowa rozgrywająca Ligi Mistrzyń
- 2016 – najlepsza lewoskrzydłowa Ligi Mistrzyń